# Corporacion Deportiva Everton de Viña del Mar (féminines)
Cet article concerne le club de football féminin. Pour le club de football masculin, voir Corporacion Deportiva Everton de Vina del Mar.
Maillots
La Corporacion Deportiva Everton de Vina del Mar est un club de football chilien basé à Viña del Mar possédant une section féminine.

## Palmarès
- Copa Libertadores
  - Finaliste : 2010

- Championnat du Chili (2)
  - Champion : 2008, 2009
  - Vice-champion : 2010, 2011 (¹), 2011 (²), 2012 (¹), 2012 (²)

- Coupe du Chili (2) 
  - Vainqueur : 2009, 2010

¹ championnat d'ouverture

² championnat de clôture